# Cortinarius cyanopus
Cortinarius cyanopus är en svampart som beskrevs av Secr. ex Fr. 1838. Cortinarius cyanopus ingår i släktet Cortinarius och familjen spindlingar.   Inga underarter finns listade i Catalogue of Life.